# Ossuccio

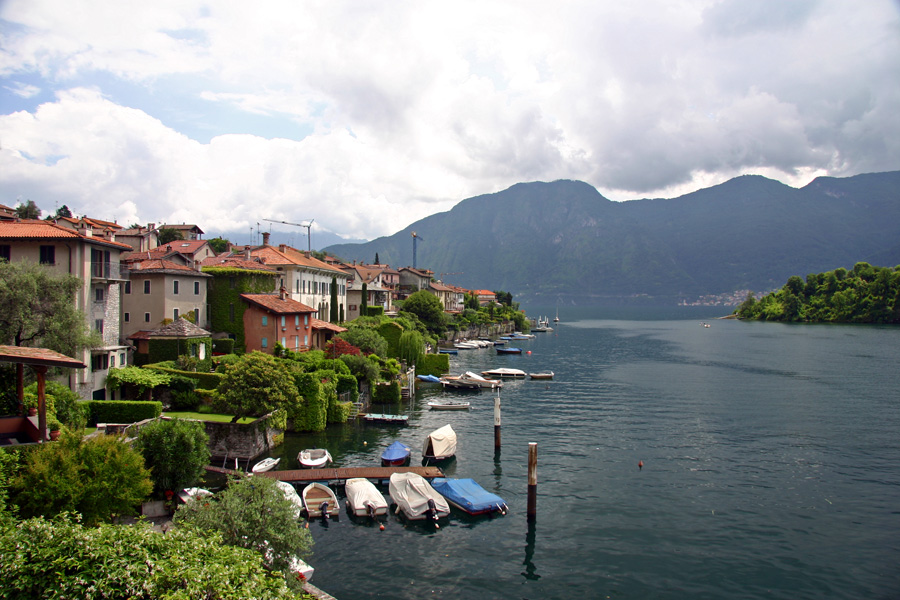
Ossuccio am Comer See

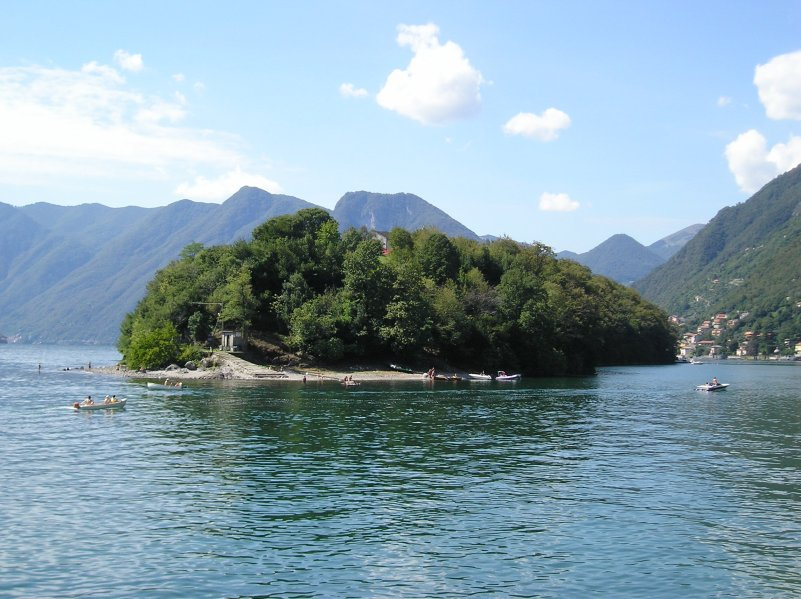
Isola comacina

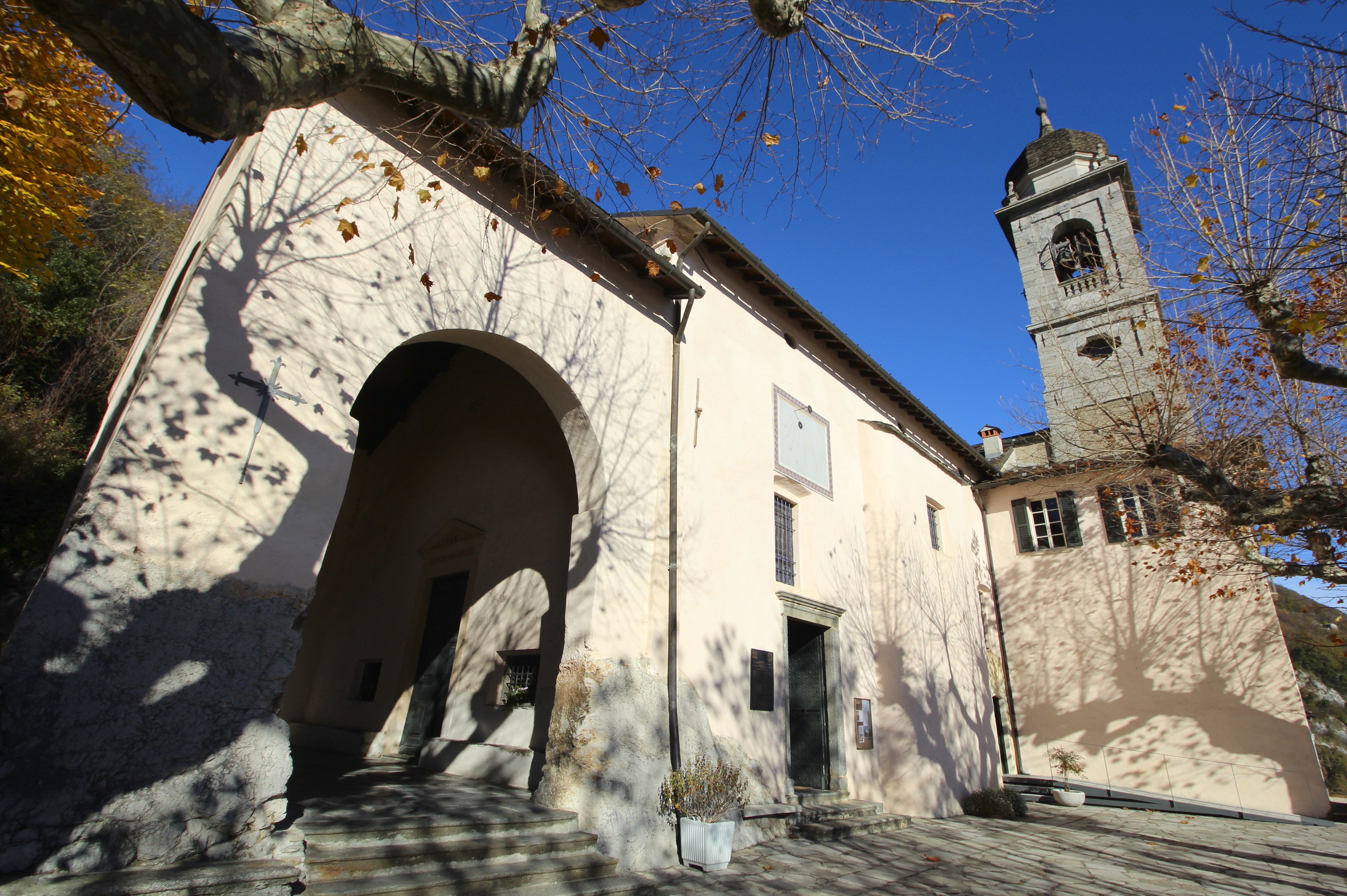
Sacro Monte Beata Vergine del Soccorso

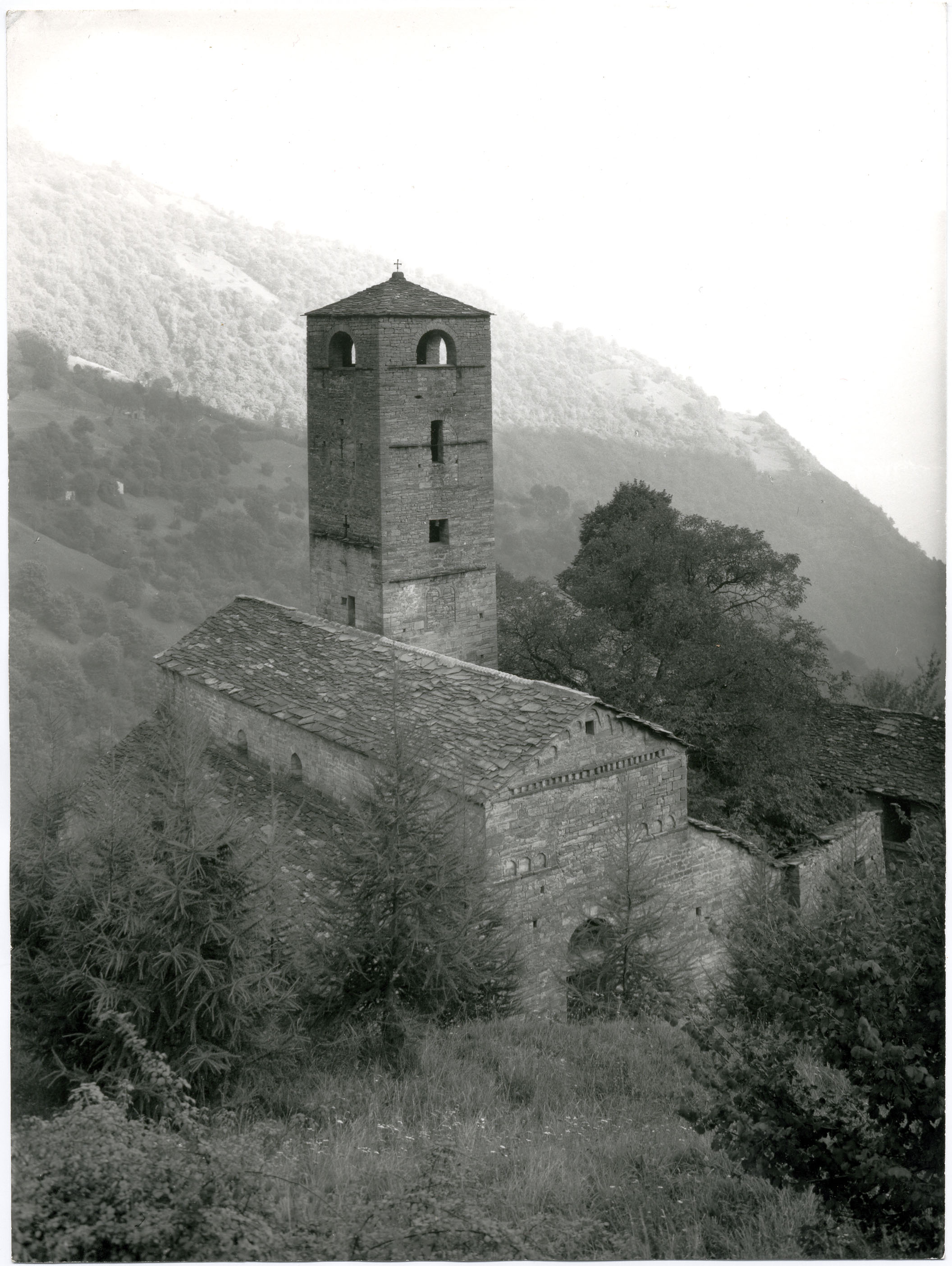
Kirche San Benedetto im Val Perlana

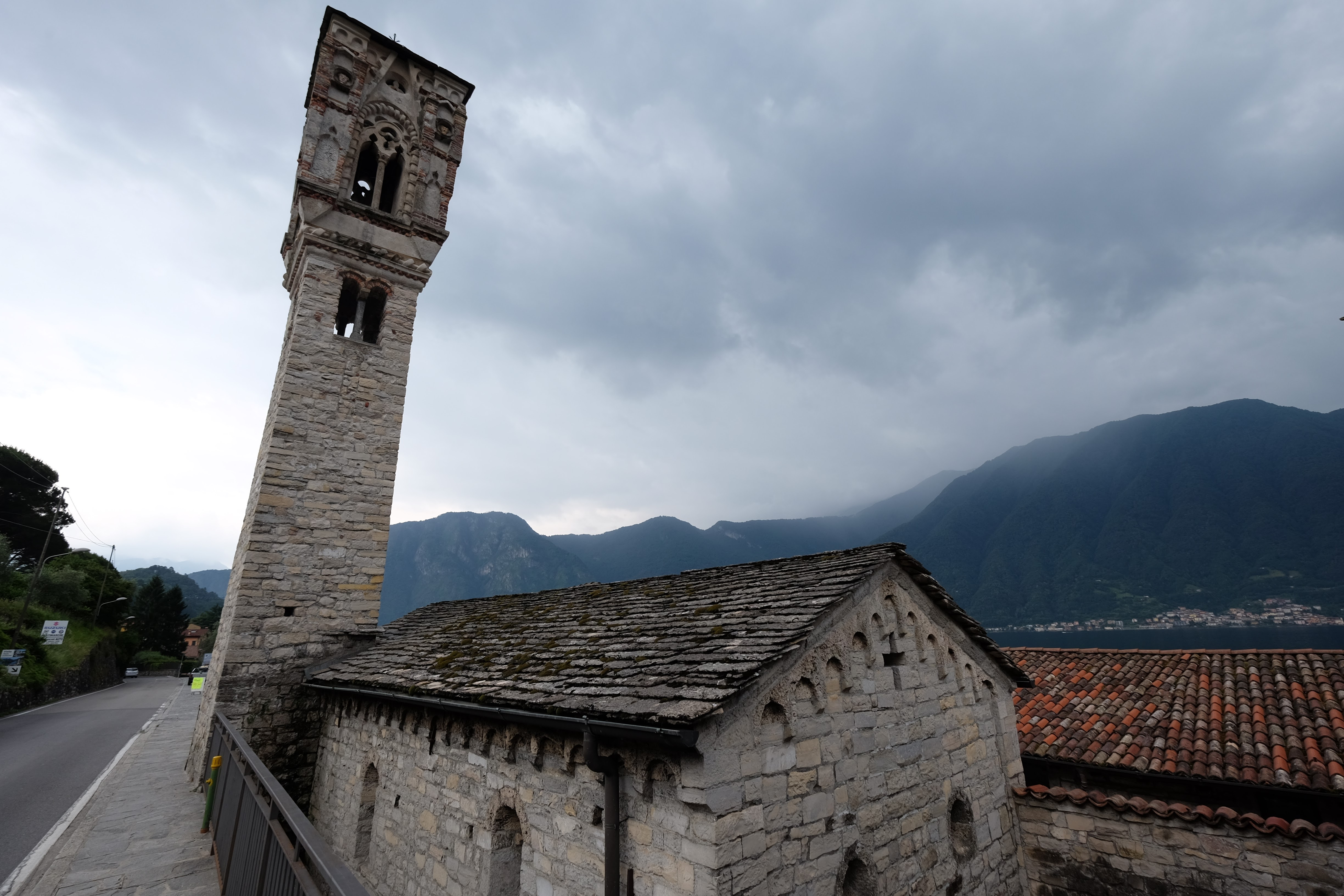
Kirche Santa Maria Maddalena

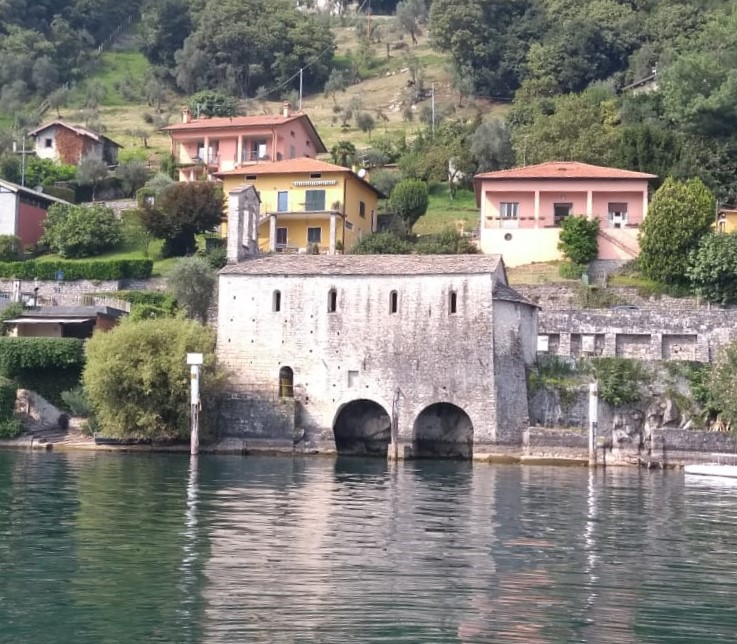
Kirche Santi Giacomo e Filippo

Ossuccio ist ein italienischer Ort in der Provinz Como in der Region Lombardei. Bis 1928 und von 1947 bis 2014 war Ossuccio eine eigene Gemeinde, seither gehört es zu Tremezzina.

## Geografie
Die Gemeinde hatte am 31. Dezember 2013 1005 Einwohner. Der Ort liegt 28 Kilometer nördlich von Como am Comer See. Die Nachbargemeinden sind Colonno, Lenno, Lezzeno, Ponna, Porlezza und Sala Comacina. Viele Einwohner arbeiten direkt oder indirekt im Tourismus. Ossuccio überblickt die sogenannte Zoca de l'Oli, eine Bucht des Comer Sees. Es handelt sich um ein Gebiet mit einem so milden Klima, dass es die Blüte der mediterranen Essenzen begünstigt, aber auch um ein Land, das reich an Geschichte, Legenden und Denkmälern ist, wie z. B. der Glockenturm aus romanischer Zeit, der sich in der Nähe des Oratoriums von Santa Maria Magdalena, gegenüber der Villa Leoni befindet.

## Geschichte
Ossuccio ist eine sehr alt, deren Geschichte mit der der Isola Comacina verschmilzt ist. Der Ort ist mit Sicherheit seit der Bronzezeit bewohnt und war seit noch längerer Zeit ein Durchgangsort für die Alpenpässe (Septimer im Bergell und Spluga). 1907 wurde eine Nekropole aus der Eisenzeit mit Gräbern aus dem 3. Jahrhundert v. Chr., also aus der insubrischen Zeit, entdeckt. Römische Quellen belegen, dass Ossuccio zu jener Zeit dem mächtigen keltischen Clan der Auxucii (sprich: ossuci) angehörte, der mit den Insubrer verbündet war und auf einem römischen Grabstein aus dem zweiten Jahrhundert v. Chr. erwähnt wird, der in der Kirche von SS. Agata und Sisinio aufbewahrt wird. Die Etymologie von Ossuccio leitet sich genau von diesem antiken Volksstamm ab.
Nach der römischen Eroberung (196 v. Chr.) wurde die Stadt zu einem pagus, das nach der lateinischen Transliteration Ausucium genannt wurde, und die Einwohner zu Ausuciates. Eine Bestätigung dafür findet sich in einer Inschrift aus dem 2. bis 3. Jahrhundert, die in der Kirche der Heiligen Sisinnio und Agata gefunden wurde.
Die Isola Comacina, Sitz einer bedeutenden Pieve d’Isola in den ersten Jahrhunderten des Christentums, wurde von den Byzantinern befestigt, später von den Langobarden von Autari besiegt (588). Die Tatsache, dass sie in den folgenden Jahrhunderten zum sichersten Zufluchtsort für Könige und Herzöge mit ihren Höfen und Schätzen wurde, brachte ihr den Beinamen Chrysopolis", Stadt des Goldes, ein.
Während des Zehnjährigen Krieges schlug sie sich auf die Seite von Mailand, trug aber mit ihrer eigenen Flotte zur Niederlage der Stadt bei, die sich im Jahre 1169 rächte, indem sie die Insel gewaltsam besetzte und die Bewohner zwang, sich an den gegenüberliegenden Küsten zu zerstreuen: die Kirche plebana wurde in Balbiano wieder aufgebaut (seitdem in "Isola" umbenannt), während die Bewohner nach Varenna zogen, das so als Insula Nova bekannt wurde.
Der Name Ossuccio wird häufig in den fast ununterbrochenen Kriegen zwischen Guelfen und Ghibellinen, zwischen Como und Mailand, zwischen den Kommunen und dem Reich erwähnt, die zwischen dem 12. und 15. Neben der bereits erwähnten Besetzung der Isola Comacina durch die Mailänder wurde 1348 das gesamte Seegebiet vom Schwarzer Tod (beschrieben von Boccaccio und Petrarch) heimgesucht und der Historiker Cesare Cantù berichtet, dass in Ossuccio von 50 Familien (damals "Brände" genannt) nur 5 überlebten. Im Jahr 1416 griff Lotario Rusca, Herr von Como, das Dorf Ossuccio an, das auf der Seite Mailands stand, und setzte es in Brand.
Es folgte die Herrschaft über das Herzogtum Mailand, zunächst unter den Visconti, später unter den Sforza; im 1559 fiel dann die gesamte westliche Lombardei unter spanische Herrschaft und blieb im bis 1714, als sie an das Österreichische Kaiserreich fiel. Seitdem verfolgt Ossuccio die historischen Ereignisse in der übrigen Region.
Seit dem 21. Januar 2014 gehört es zur neuen Gemeinde, von der es als einziger Weiler keine historischen Verbindungen zu den anderen drei Gemeinden hat.

## Bevölkerung
| Jahr      | 1861 | 1871 | 1881 | 1901 | 1911 | 1931 | 1951 | 1971 | 1991 | 2001 | 2011 |
| Einwohner | 917  | 899  | 1009 | 1080 | 1204 | 1015 | 1012 | 908  | 917  | 940  | 973  |

## Sehenswürdigkeiten
- Am Stadtrand ist der Sacro Monte di Ossuccio zu besichtigen, einer der „Heiligen Berge“ des Piemont und der Lombardei, welche seit 2003 zum UNESCO-Weltkulturerbe gehören.[1]
- Romanische Kirche Sant’Eufemia[2]
- Kirche Santa Maria Maddalena, im Ortsteil Ospedaletto[3]
- Romanische Kirche Sant’Agata[4]
- Romanisches Oratorium Santi Giacomo e Filippo, im Ortsteil Spurano (11.–12. Jahrhundert) mit Fresken (13.–15. Jahrhundert)[5]
- Romanische Kirche San Giovanni auf Isola Comacina[6]
- Kirche San Benedetto, im Val Perlana[7]
- Villa del Balbiano, das früher Kardinal Tolomeo Gallio gehörte (der eine Reihe von Renovierungen in Auftrag gab), dann der Familie Giovio und später Kardinal Durini gehörte, verfügt über einen formalen Garten, der in den 1960er Jahren restauriert wurde.[8]
- Antiquarium Luigi Mario Belloni e Mariuccia Zecchinelli[9]

## Kultur
- Associazione Culturale „Isola Comacina“
- Associazione San Benedetto
- Associazione Sportiva La Soccorsina
- Coro Pieve d’Isola
- Gruppo Alpini
- ProLoco di Ossuccio